# Люблен
Лю́блен (болг. Люблен) — село в Тирговиштській області Болгарії. Входить до складу общини Опака.

## Населення
За даними перепису населення 2011 року у селі проживали 474 особи.
Національний склад населення села:
| Національність   | Кількість осіб | Відсоток |
| ---------------- | -------------- | -------- |
| турки            | 285            | 92,8%    |
| болгари          | 21             | 6,8%     |
| Всього відповіли | 307            |          |

Розподіл населення за віком у 2011 році:
Динаміка населення: